# 68 Ventures Bowl
Le 68 Ventures Bowl (anciennement dénommé Lending Tree), est un match d'après saison régulière de football américain universitaire qui se tient depuis 1999 à Mobile (Alabama).
Le match a été joué au Ladd Peebles Stadium jusqu'en 2020, après quoi il a été déplacé vers le nouveau Hancock Whitney Stadium (en) sur le campus de l'université du Sud de l'Alabama.
De 1999 à 2009, le bowl a mis aux prises une équipe de la C-USA contre une équipe soit de la Mid-American Conference ou de la Western Athletic Conference.
Pour le match de 2010, l'Atlantic Coast Conference aurait dû y faire participer sa 9e équipe mais n'en ayant pas assez d'éligible, c'est le champion de la Sun Belt (Troy) qui fut sélectionnée. La Mid-American Conference fournit la seconde équipe du match.
Le match met actuellement aux prises les champions des conférences Sun Belt et Mid-American Conference.

## Histoire
Le match de 2001 qui met en présence le Thundering Herd de Marshall et les Pirates d'East Carolina a établi le record de points marqués dans un bowl. De plus, Marshall y établit aussi le plus grand retournement de situation en points de l'histoire des bowls. L'équipe menée 8 à 38 gagna sur le score de 64 à 61 après un double overtime ! Le QB Byron Leftwich des Thundering Herd lance pour 576 yards.
L'édition de 2007 est jouée le 7 janvier. Il devient le dernier bowl à être joué avant la finale nationale (BCS National Championship Game) se déroulant la nuit suivante. Les Golden Eagles de Southern Mississippi écrasent les Bobcats de l'Ohio 28 à 7.
Le match de 2008 a de nouveau lieu la veille du BCS National Championship Game soit le 6 janvier. Tulsa écrase Bowling Green sur le score de 63 à 7 enregistrant ainsi le record du plus gros écart de l'histoire des bowls. 
Le 18 octobre 2010, il est annoncé que le GMAC Bowl est renommé GoDaddy.com Bowl. 
L'édition de 2013 est jouée le 6 janvier et met en présence le #25 Kent State de la MAC et Arkansas State de la Sun Belt Conference. 
Le 15 mai 2013, il est annoncé que le nom du bowl perd son .com,.
Le 15 novembre 2019, le bowl change de sponsoring et est rebaptisé LendingTree Bowl.
Le 15 mai 2023, le sponsor change à nouveau renommant l'évènement de son nom, 68 Ventures Bowl.

## Anciens logos

1999
2001-2004
2005-2010
2011-2012
2013-2014
2015
2016-2018
2019-2022

| Historique des sponsors | Historique des noms du Bowl |
| * Mobile Alabama, Inc. (1999) * GMAC Mobile, Alabama (2000-2010) * Go Daddy (2011-2015) * Dollar General (2016-2018) * LendingTree (2019-2022) * 68 Ventures (depuis 2023) | * Mobile Alabama Bowl (1999) * GMAC Mobile Alabama Bowl (2000) * GMAC Bowl (2001–2010) * GoDaddy.com Bowl (2011–2013) * GoDaddy Bowl (2014-2015) * Dollar General Bowl (2016-2018) * LendingTree Bowl (2019-2022) * 68 Ventures Bowl (depuis 2023) |

## Palmarès
| Noms du Bowl                     | Dates            | Saisons | Vainqueurs               | Scores    | Perdants               | Assistances | Conférences      |
| -------------------------------- | ---------------- | ------- | ------------------------ | --------- | ---------------------- | ----------- | ---------------- |
| Mobile Alabama Bowl 1999         | 22 décembre 1999 | 1999    | TCU (8-4)                | 28 - 14   | EastCarolina (9-3)     | 34 200      | WAC - C-USA      |
| GMAC Mobile Alabama Bowl 2000    | 20 décembre 2000 | 2000    | Southern Miss (8-4)      | 28 - 21   | TCU (10-2)             | 40 300      | C-USA - WAC      |
| GMAC Bowl 2001                   | 19 décembre 2001 | 2001    | Marshall (12-2)          | 64(2OT)61 | East Carolina (6-7)    | 40 139      | MAC - C-USA      |
| GMAC Bowl 2002                   | 18 décembre 2002 | 2002    | Marshall (11-2)          | 38 - 15   | Louisville (7-6)       | 40 646      | MAC - C-USA      |
| GMAC Bowl 2003                   | 18 décembre 2003 | 2003    | Miami (13-1)             | 49 - 28   | Louisville (9-4)       | 40 620      | MAC - C-USA      |
| GMAC Bowl 2004                   | 22 décembre 2004 | 2004    | Bowling Green (9-3)      | 20 - 16   | Memphis (8-4)          | 40 160      | MAC - C-USA      |
| GMAC Bowl 2005                   | 21 décembre 2005 | 2005    | Toledo (9-3)             | 45 - 13   | UTEP (8-4)             | 35 422      | MAC - C-USA      |
| GMAC Bowl 2007                   | 7 janvier 2007   | 2006    | Southern Miss (10-4)     | 28 - 07   | Ohio (9-5)             | 38 751      | C-USA - MAC      |
| GMAC Bowl 2008                   | 6 janvier 2008   | 2007    | Tulsa Golden (11-4)      | 63 - 07   | Bowling Green (8-6)    | 36 932      | C-USA - MAC      |
| GMAC Bowl 2009                   | 6 janvier 2009   | 2008    | Tulsa (11-3)             | 45 - 13   | Ball State (12-2)      | 32 816      | C-USA - MAC      |
| GMAC Bowl 2010                   | 6 janvier 2010   | 2009    | Central Michigan (12-2)  | 44(2OT)41 | Troy (9-4)             | 34 486      | MAC - Sun Belt   |
| GoDaddy.com Bowl 2011            | 6 janvier 2011   | 2010    | Miami (10-4)             | 35 - 21   | Middle Tennessee (6-7) | 38 168      | MAC - Sun Belt   |
| GoDaddy.com Bowl 2012            | 8 janvier 2012   | 2011    | Northern Illinois (11-3) | 38 - 20   | Arkansas State (10-3)  | 38 734      | MAC - Sun Belt   |
| GoDaddy.com Bowl 2013            | 6 janvier 2013   | 2012    | Arkansas State (10-3)    | 17 - 13   | Kent State (11-3)      | 37 913      | Sun Belt - MAC   |
| GoDaddy Bowl 2014                | 5 janvier 2014   | 2013    | Arkansas State (8-5)     | 23 - 20   | Ball State (10-3)      | 36 119      | Sun Belt - MAC   |
| GoDaddy Bowl 2015 (janvier)      | 4 janvier 2015   | 2014    | Toledo (9-4)             | 63 - 44   | Arkansas State (7-6)   | 36 811      | MAC - Sun Belt   |
| GoDaddy Bowl 2015 (décembre)     | 23 décembre 2015 | 2015    | Georgia Southern (9-4)   | 58 - 27   | Bowling Green (10-4)   | 28 656      | Sun Belt - MAC   |
| Dollar General Bowl 2016         | 23 décembre 2016 | 2016    | Troy (9–3)               | 28 - 23   | Ohio (8–5)             | 32 377      | Sun Belt - MAC   |
| Dollar General Bowl 2017         | 23 décembre 2017 | 2017    | Appalachian State (8-4)  | 34 - 0    | Toledo (11–2)          | 28 706      | Sun Belt - MAC   |
| Dollar General Bowl 2018         | 22 décembre 2018 | 2018    | Troy (9-3)               | 42 - 32   | Buffalo (10-3)         | 31 818      | Sun Belt - MAC   |
| LendingTree Bowl 2020 (janvier)  | 6 janvier 2020   | 2019    | Louisiana (10-3)         | 27 - 17   | Miami (8-5)            | 29 212      | Sun Belt - MAC   |
| LendingTree Bowl 2020 (décembre) | 26 décembre 2020 | 2020    | Georgia State (5-4)      | 39 - 21   | Western Kentucky (5-6) | 5 128       | Sun Belt - C USA |
| LendingTree Bowl 2021 (en)       | 18 décembre 2021 | 2021    | Liberty (7-5)            | 56 - 20   | Eastern Michigan (7-5) | 15 186      | Ind. - MAC       |
| LendingTree Bowl 2022 (en)       | 17 décembre 2022 | 2022    | Southern Miss (6-6)      | 38 - 24   | Rice (5-7)             | 20 512      | Sun Belt - C USA |
| 68 Ventures Bowl 2023 (en)       | 23 décembre 2022 | 2023    | South Alabama (6-6)      | 59 - 10   | Eastern Michigan (6-6) | 20 926      | Sun Belt - MAC   |
| 68 Ventures Bowl 2024            | 26 décembre 2024 | 2024    | Arkansas State (7-5)     | 38 - 31   | Bowling Green (7-5)    | 19 582      | Sun Belt - MAC   |

## Statistiques par Conférences
Mise à jour le 28 décembre 2024
| Conférences  | Gagnés | Perdus | %    |
| MAC          | 9      | 13     | 40,9 |
| Sun Belt     | 11     | 4      | 73,3 |
| WAC          | 1      | 1      | 50,0 |
| C-USA        | 4      | 8      | 33,3 |
| Indépendants | 1      | 0      | 100  |

## Statistiques par Équipes
Mise à jour le 28 décembre 2024
| Rang | Équipes           | Apparitions | G-P | %    |
| 1    | Southern Miss     | 3           | 3–0 | 100  |
| 2    | Arkansas State    | 5           | 3–2 | 60,0 |
| 3    | Toledo            | 3           | 2–1 | 66,6 |
| 3    | Miami (Ohio)      | 3           | 2–1 | 66,6 |
| 3    | Troy              | 3           | 2–1 | 66,6 |
| 6    | Marshall          | 2           | 2–0 | 100  |
| 6    | Tulsa             | 2           | 2–0 | 100  |
| 8    | Bowling Green     | 4           | 1–3 | 25,0 |
| 9    | TCU               | 2           | 1–1 | 50,0 |
| 9    | Ohio              | 2           | 1–1 | 50,0 |
| 11   | East Carolina     | 2           | 0–2 | 00,0 |
| 11   | Louisville        | 2           | 0–2 | 00,0 |
| 11   | Ball State        | 2           | 0–2 | 00,0 |
| 14   | Appalachian State | 1           | 1–0 | 100  |
| 14   | Central Michigan  | 1           | 1–0 | 100  |
| 14   | Georgia Southern  | 1           | 1–0 | 100  |
| 14   | Georgia State     | 1           | 1–0 | 100  |
| 14   | Liberty           | 1           | 1–0 | 100  |
| 14   | Louisiana         | 1           | 1–0 | 100  |
| 14   | Northern Illinois | 1           | 1–0 | 100  |
| 14   | South Alabama     | 1           | 1–0 | 100  |
| 22   | Eastern Michigan  | 2           | 0–2 | 00,0 |
| 22   | Memphis           | 1           | 0–1 | 00,0 |
| 22   | Middle Tennessee  | 1           | 0–1 | 00,0 |
| 22   | Buffalo           | 1           | 0–1 | 00,0 |
| 22   | Rice              | 1           | 0–1 | 00,0 |
| 22   | UTEP              | 1           | 0–1 | 00,0 |
| 22   | Kent State        | 1           | 0–1 | 00,0 |
| 22   | Western Kentucky  | 1           | 0–1 | 00,0 |

## Meilleurs joueurs (MVPs)
Mise à jour le 28 décembre 2024
| Dates            | Joueurs             | Équipes           | Postes |
| 22 décembre 1999 | Casey Printers      | TCU               | QB     |
| 20 décembre 2000 | LaDainian Tomlinson | TCU               | RB     |
| 19 décembre 2001 | Byron Leftwich      | Marshall          | QB     |
| 18 décembre 2002 | Byron Leftwich      | Marshall          | QB     |
| 18 décembre 2003 | Ben Roethlisberger  | Miami (OH)        | QB     |
| 22 décembre 2004 | Omar Jacobs         | Bowling Green     | QB     |
| 21 décembre 2005 | Bruce Gradkowski    | Toledo            | QB     |
| 7 janvier 2007   | Damion Fletcher     | Southern Miss     | RB     |
| 6 janvier 2008   | Paul Smith          | Tulsa             | QB     |
| 6 janvier 2009   | Tarrion Adams       | Tulsa             | RB     |
| 6 janvier 2010   | Dan LeFevour        | Central Michigan  | QB     |
| 6 janvier 2011   | Austin Boucher      | Miami (Ohio)      | QB     |
| 8 janvier 2012   | Chandler Harnish    | Northern Illinois | QB     |
| 6 janvier 2013   | Ryan Aplin          | Arkansas State    | QB     |
| 5 janvier 2014   | Fredi Knighten      | Arkansas State    | QB     |
| 4 janvier 2015   | Kareem Hunt         | Toledo            | RB     |
| 23 décembre 2015 | Favian Upshaw       | Georgia Southern  | QB     |
| 23 décembre 2016 | Justin Lucas        | Troy              | LB     |
| 23 décembre 2017 | Jalin Moore         | Appalachian State | RB     |
| 22 décembre 2018 | Sawyer Smith        | Troy              | QB     |
| 6 janvier 2020   | Levi Lewis          | Louisiana         | QB     |
| 26 décembre 2020 | Cornelious Brown IV | Georgia State     | QB     |
| 18 décembre 2021 | Malik Willis        | Liberty           | QB     |
| 17 décembre 2022 | Frank Gore Jr.      | Southern Miss     | RB     |
| 23 décembre 2023 | Gio Lopez           | South Alabama     | QB     |
| 26 décembre 2024 | Harold Fannin Jr.   | Bowling Green     | TE     |